# The Connaught
Pour les articles homonymes, voir Connaught.
The Connaught est un hôtel de luxe situé à Londres. Baptisé The Prince of Saxe Coburg Hotel lors de son ouverture, il est renommé durant la Première Guerre mondiale.

## Histoire

### Hôtel

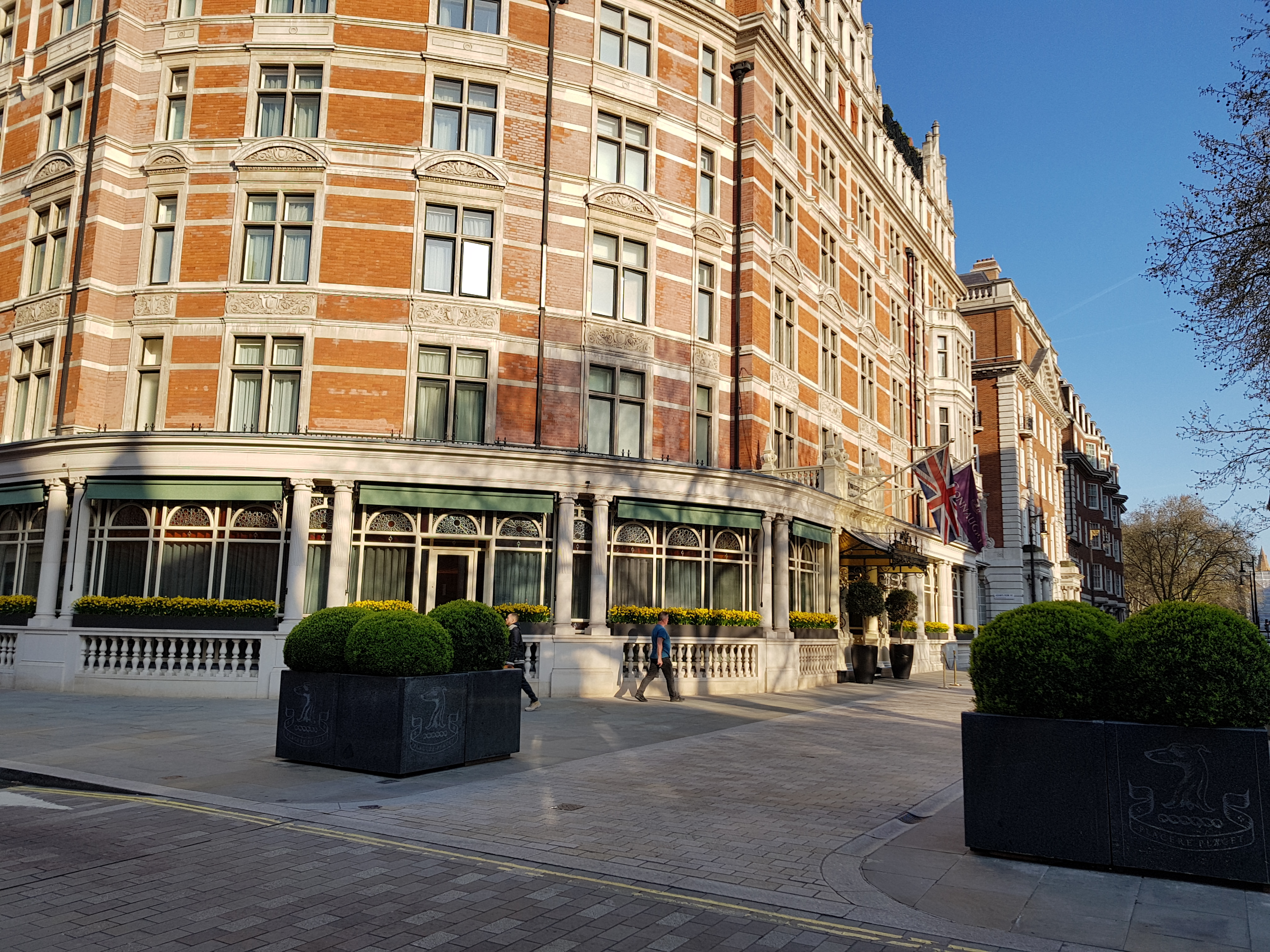
L’hôtel vu de Mount Street.

The Prince of Saxe Coburg Hotel est nommé en hommage à Albert de Saxe-Cobourg-Gotha, mari de la reine Victoria. Situé dans le quartier londonien de Mayfair, sur Charles Street, près de Berkeley Square, il ouvre ses portes en 1815. Au cours du XIXe siècle, The Coburg Hotel est composé de plusieurs bâtiments acquis entre 1815 et 1820. Le quartier prend sa forme actuelle après un remodelage urbain, qui intervient dans les années 1890. L'hôtel est reconstruit dans un bâtiment donnant sur une place nouvellement créée, Carlos Place. Les travaux sont confiés aux architectes Lewis Henry Isaacs (en) et Henry Lewis Florence,. L'hôtel est renommé The Connaught en 1917, en hommage au fils de la reine Victoria, le duc de Connaught.
Durant la Seconde Guerre mondiale, le général américain Dwight D. Eisenhower y vient avec son chauffeur, Kay Summersby, sous le regard outré du portier de l'établissement.
L'hôtel est acheté en 1956 par la chaîne hôtelière Savoy Group. Elle est rebaptisée Maybourne Hotel Group (en) en 2005 après avoir cédé l'hôtel Savoy. La chaîne possède deux autres hôtels londoniens, le Claridge's et The Berkeley (en).
En 2007, la direction de l'hôtel entreprend des travaux de restauration. Lors de sa réouverture, l'hôtel comporte une salle de bal et un spa.

### Restauration
Durant le XXe siècle, l'hôtel confie sa cuisine à des chefs français. Le cinquième à occuper le poste, Michel Bourdin, arrive en 1975. Durant la seconde moitié des années 1970, le guide Michelin consacré au Royaume-Uni attribue successivement une « étoile » à chacun des deux restaurants du Connaught. L'une d'elles est perdue en 1990. Bourdin se retire en 2001.
En 2002, la chef britannique Angela Hartnett (en) le remplace en cuisine. En 2004, son restaurant « Angela Hartnett at the Connaught » reçoit une « étoile » au guide Michelin. Depuis 2008, la cuisine est dirigée par la chef française Hélène Darroze, qui obtient trois « étoiles » au Michelin.